# Wolski Dół
Wolski Dół – dolinka o charakterze wąwozu, zlokalizowana w północnej części Pasma Sowińca. Jest orograficznie lewym odgałęzieniem doliny Rudawy. Na starych mapach opisywana była także jako Dolina Matki Boskiej.

## Opis wąwozu
Wolski Dół opada w kierunku północno-wschodnim. Jego orograficznie lewe zbocza tworzą stoki Ostrej Góry i Sowińca, prawe grzbiet Pustelnika i Łysej Góry. Ma kilka niewielkich i bezimiennych odgałęzień, największe uchodzi z prawej strony, poniżej Panieńskich Skał.
Wolski Dół jest holoceńską doliną o stromych zboczach i płaskim dnie z wąska terasą, zbudowaną z białego żwiru i ostrego gruzu skalnego oraz żółtawego mułu lessowego, powstałych w wyniku erozji skał i gleby. Dolinka ma strome ale niskie zbocza, sięgające kilkunastu metrów wysokości w jej dolnej części, jednak jest ona niejako umieszczona w większej – starszej dolinie. Zbocza tej starszej i zarazem większej doliny, która powstała w okresie ostatniego glacjału są bardziej łagodne i częściowo widoczne ponad stokami dolinki młodszej, która powstała w wyniku nagromadzenia surowca skalnego i mułu w starej dolinie.
Zbocza porasta naturalny las bukowy z domieszką dębu, sosny, grabu i jaworu. W runie leśnym zakwitają wiosną: zdrojówka rutewkowata, zawilec gajowy, szczyr trwały, śledziennica skrętolistna, kokorycz pełna, fiołek Rivina, miodunka ćma i przylaszczka pospolita. Występuje też kopytnik pospolity, konwalia majowa oraz rzadki wawrzynek wilczełyko.
W dolnej części doliny utworzono rezerwat leśny i krajobrazowy Panieńskie Skały.

## Turystyka
Dolina jest łatwo dostępna turystycznie, aczkolwiek w niektórych miejscach ścieżka jest wąska i stroma. Na najbardziej stromych fragmentach zamontowano ułatwienia w postaci drewnianych schodów.
 al. Kasztanowa (kościół na Woli Justowskiej) – rozdroże powyżej Wesołej Polany – Wolski Dół – rezerwat Panieńskie Skałki – Ogród Zoologiczny. Odległość 3,3 km, suma podejść 132 m, czas przejścia ok. 1 h

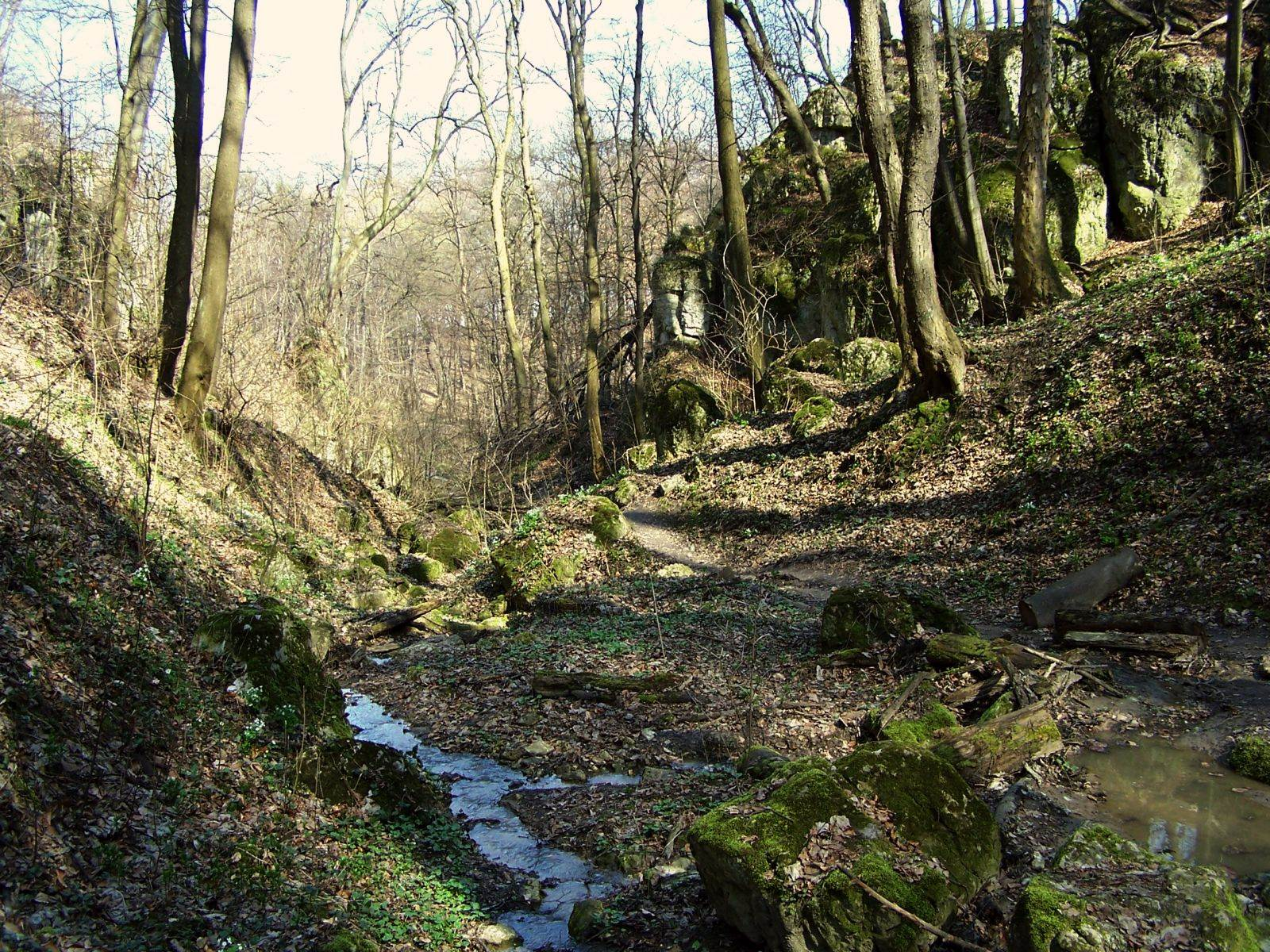
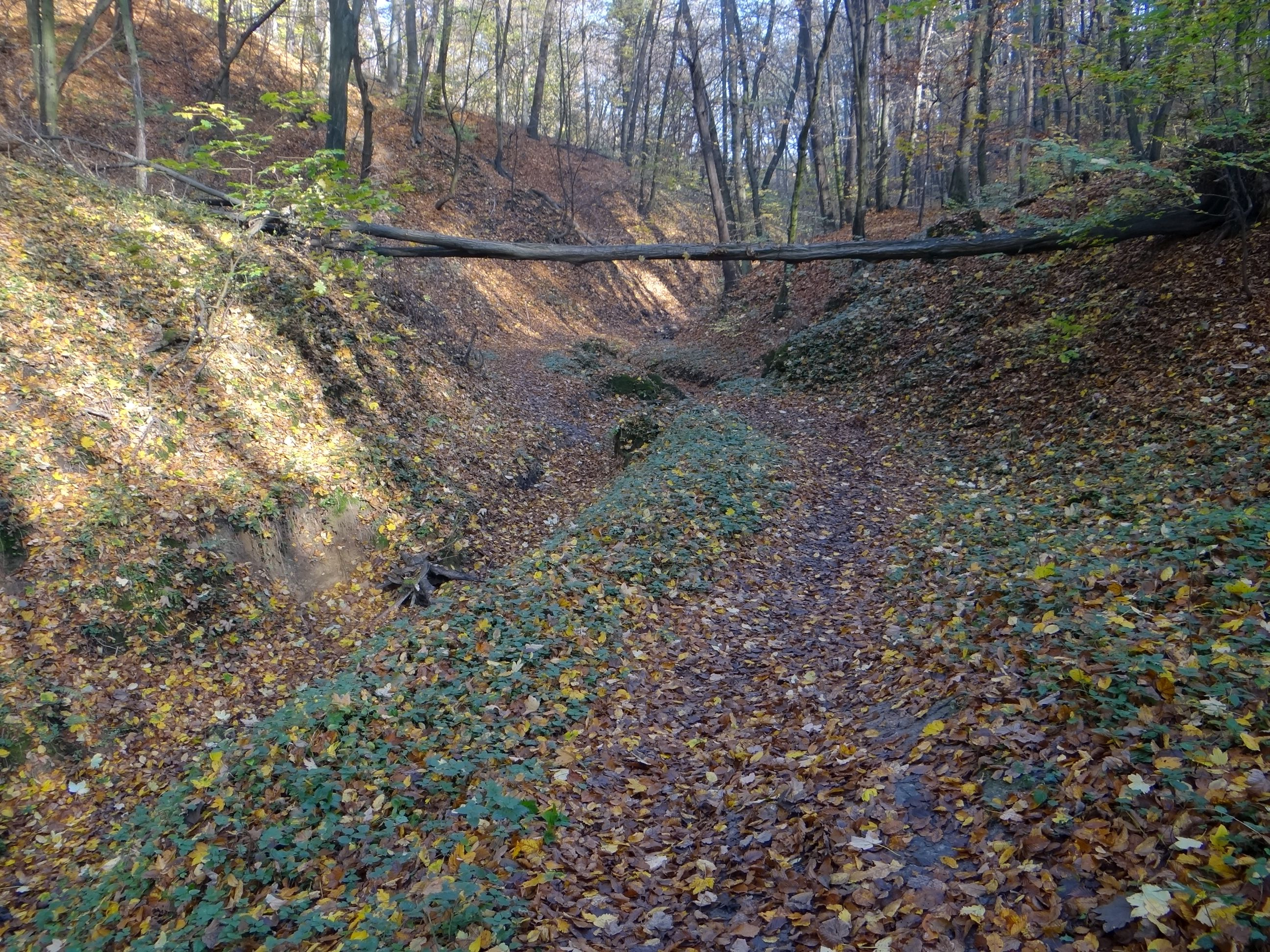
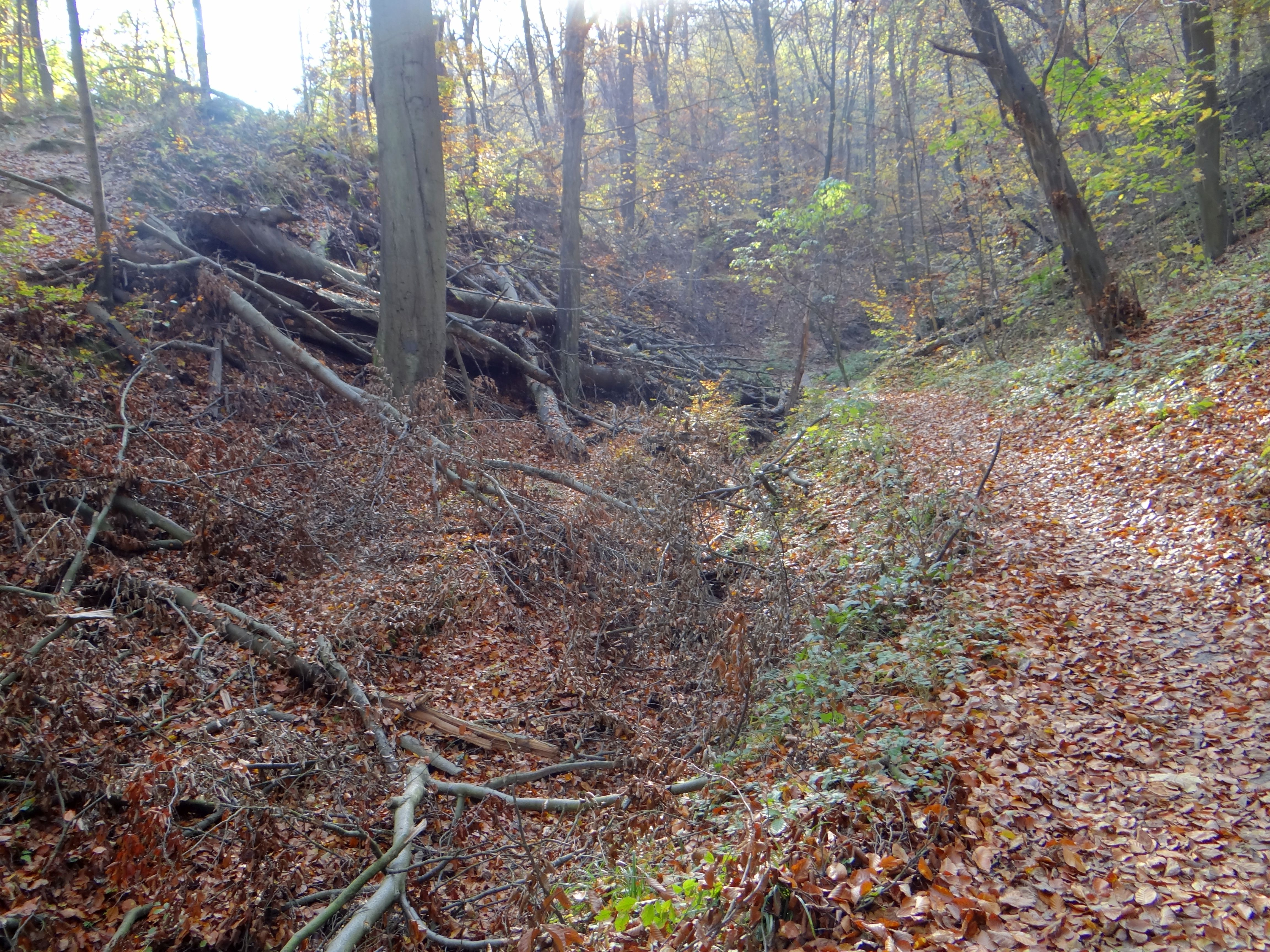
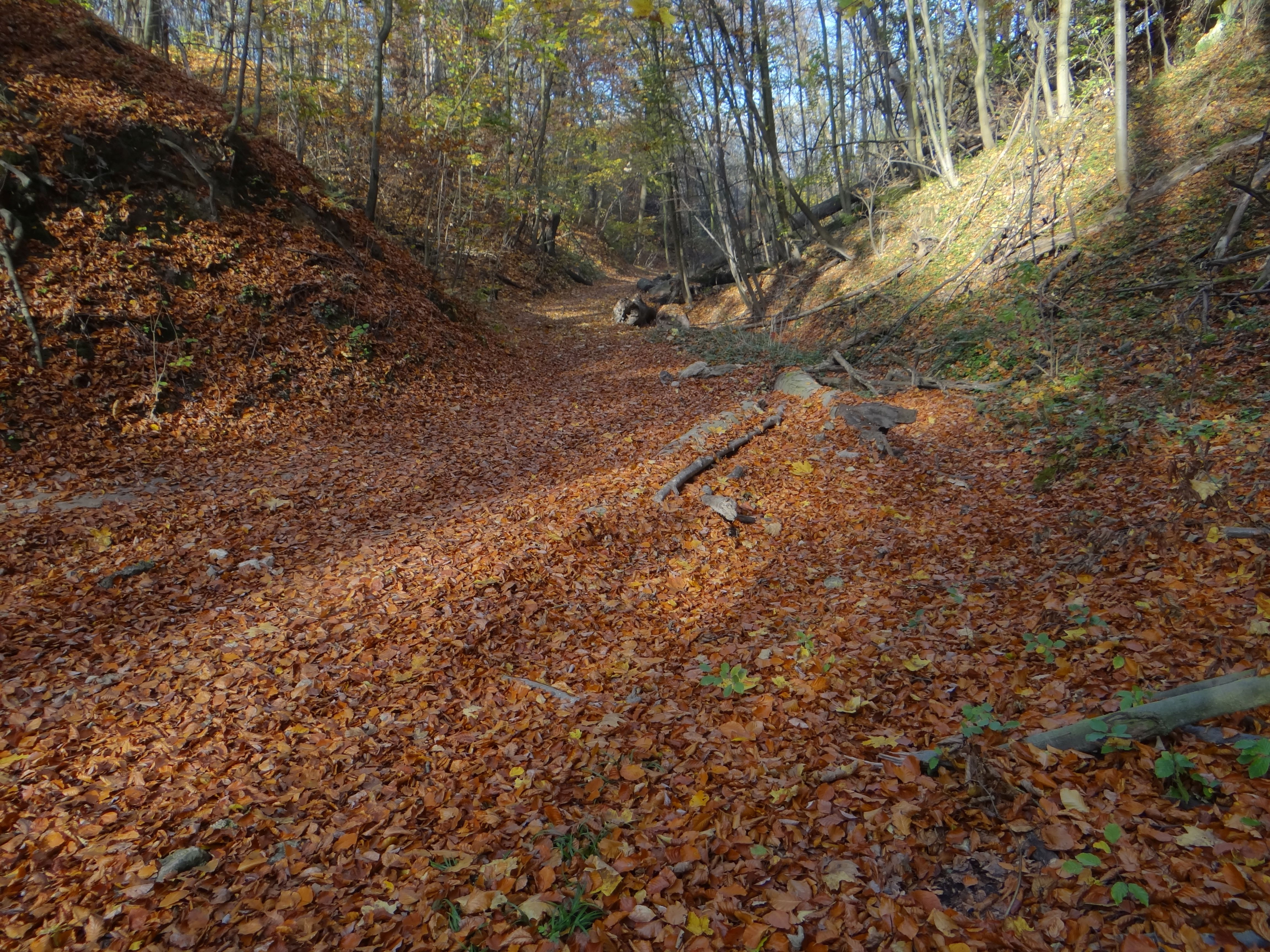
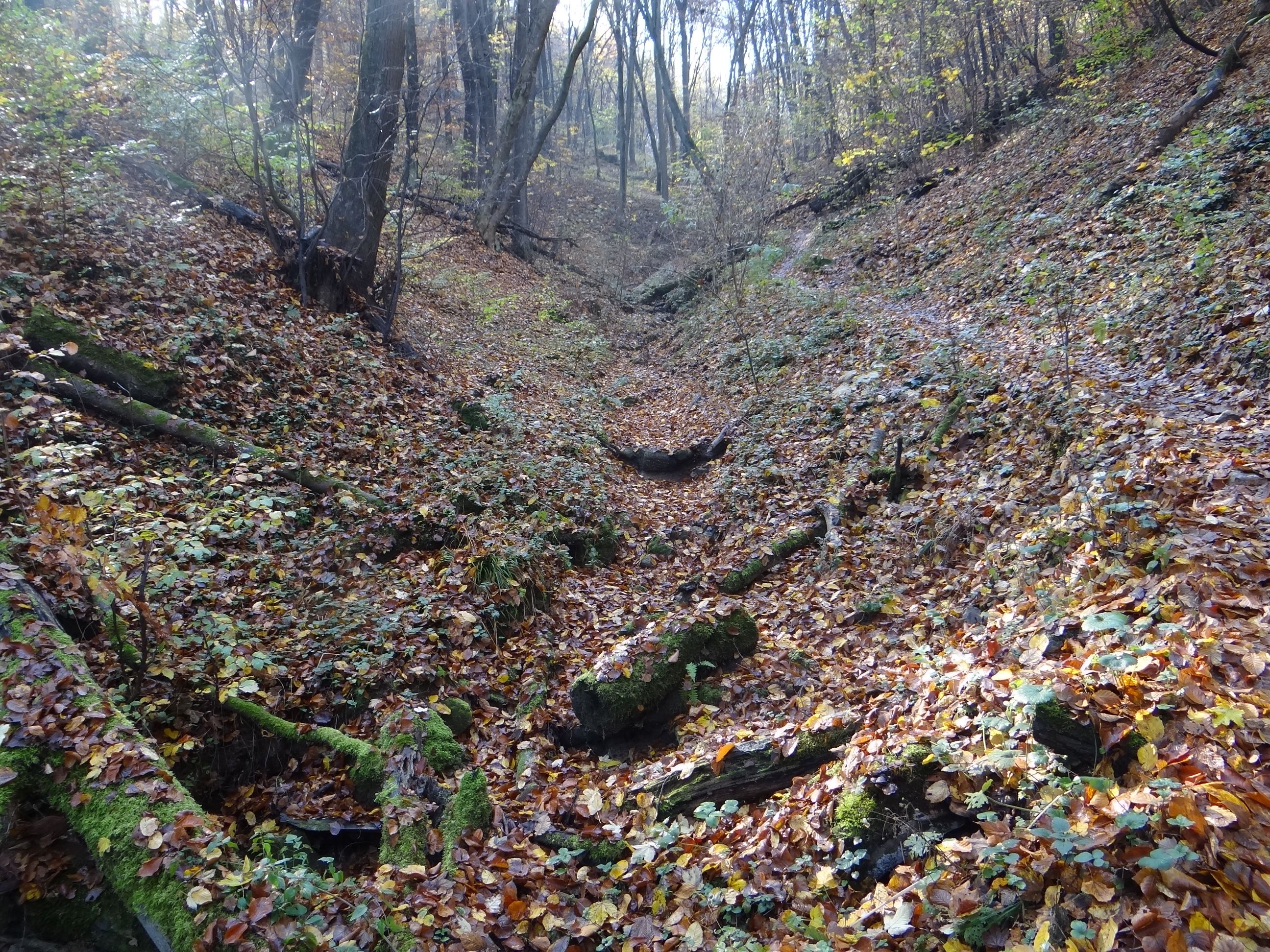
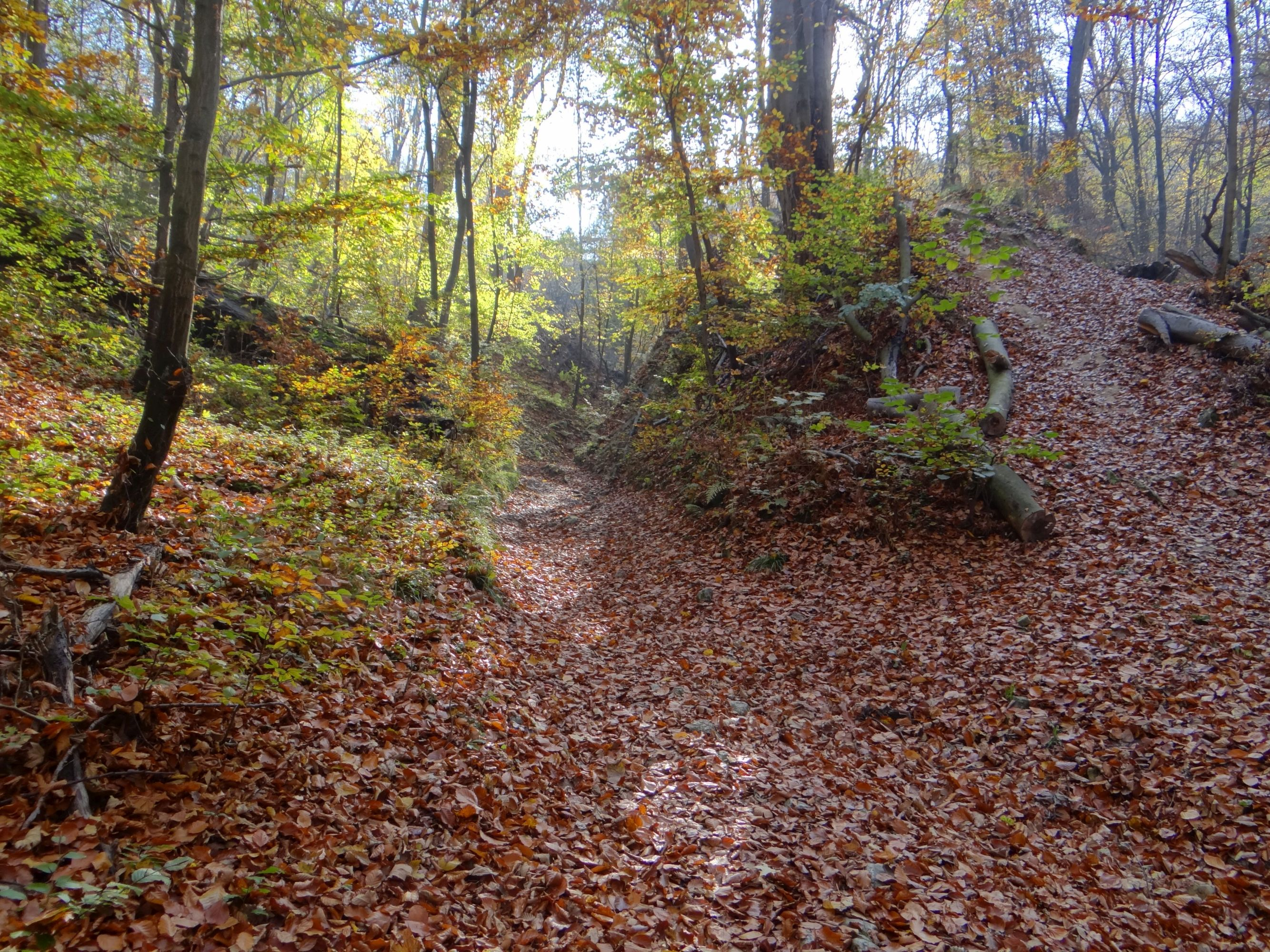